# Sakura Trick
Sakura Trick (桜Trick Sakura Torikku?) es una serie de manga en formato yonkoma escrita e ilustrada por Tachi. La publicación comenzó el 17 de marzo de 2011 por la editorial Hōbunsha. La adaptación al anime por el Studio DEEN se emitió desde el 9 de enero al 27 de marzo de 2014, en Japón, por TBS.

## Argumento
Haruka Takayama y Yuu Sonoda eran dos amigas inseparables en la secundaria, pero al entrar en la preparatoria se sientan lejos una de la otra en su clase (esto es debido al orden alfabético) y tienen que pasar tiempo con otras amigas durante la clase.

## Personajes
Haruka Takayama (高山春香 Takayama Haruka?)
 Seiyū: Haruka Tomatsu ( Actriz de doblaje: Laura Pastor)
Haruka es la mejor amiga de Yuu  desde la escuela secundaria. Ella es la más infantil e inteligente de las dos. Ella a menudo empuja a Yuu a sus deseos sin saberlo (como besándola sólo para mantenerla en silencio), es muy celosa. Haruka parece tener sentimientos románticos por Yuu, una razón por la que se disgusta mucho cuándo se entera de que debe sentarse lejos de Yuu.
Ella propone hacer algo especial para consolidar su amistad con Yuu, esta tuvo la idea de besarse.
Yuu Sonoda (園田 優 Sonoda Yū?)
 Seiyū: Yuka Iguchi ( Actriz de doblaje: Sara Polo)
Yuu es la mejor amiga de Haruka desde la escuela secundaria. Ella suele actuar con mayor madurez que Haruka, pero de vez en cuándo cede a las peticiones de Haruka. 
Shizuku Minami (南 しずく Minami Shizuku?)
 Seiyū: Hiromi Igarashi ( Actriz de doblaje: Carmen Podio)
Es compañera de Haruka y Yuu y prima de Kotone. Es fría y sus expresiones de felicidad o enojo tienden a ser muy exageradas. Ella tiene una relación con Kotone similar a la de Haruka y Yuu.
Kotone Noda (野田コトネ Noda Kotone?)
 Seiyū: Yuka Aisaka ( Actriz de doblaje: Yolanda Pérez)
Es compañera de Haruka y Yuu y prima de Shizuku. Viene de una familia rica pero vive con Shizuku, ya que esta vive cerca de la escuela. Es alegre, brillante y enérgica.
Kaede Ikeno (池野枫 Ikeno Kaede?)
 Seiyū: Mai Fuchigami
Es compañera y representante de la clase de Haruka y Yuu. Ella fue a la escuela media con Yuzu y Kotone.
Yuzu Iizuka (飯塚ゆず Iizuka Yuzu?)
 Seiyū: Megumi Toda
Es compañera de Haruka y Yuu. Tiene una buena relación con Kaede.
Mitsuki Sonoda (园田美月 Sonoda Mitsuki?)
 Seiyū: Saki Fujita ( Actriz de doblaje: Carmen Cervantes)
Es la hermana mayor de Yuu. Presidenta del consejo estudiantil de la escuela de Haruka y Yuu. Parece estar enamorada de Haruka.
Rina Sakai (坂井理奈 Sakai Rina ?)
 Seiyū: Yurika Endo
Es la vicepresidenta del consejo estudiantil de la escuela. Compañera de clases de Mitsuki, de quién está enamorada.
Sumi Otokawa (乙川澄 Otokawa Sumi?)
 Seiyū: Momo Asakura
Es una estudiante de segundo año, quién tomará el lugar de Mitsuki, cuándo esta se gradúe.
Shinobu Noda (野田シノブ Noda Shinobu?)
Es la hermana menor de Kotone, es celosa de Shizuku porque pasa mucho tiempo con Kotone.

## Media

### Manga
El manga, ilustrado por Tachi, comenzó la serialización en el primer número de Hōbunsha en la revista Manga Time Kirara Miracle! el 17 de marzo de 2011. El primer volumen fue lanzado el 27 de agosto de 2012, con tres volúmenes liberados para el 26 de octubre de 2013.

### Anime
La adaptación a anime fue anunciada en la revista Manga Time Kirara Miracle!. La serie fue producida por el Studio DEEN, dirigida por Kenichi Ishikura y los personajes diseñados por Kyūta Sakai, comenzó a transmitirse el 9 de enero de 2014 por TBS, en Japón, y es trasmitido en simultáneo por Crunchyroll, en Estados Unidos. El tema de apertura es "Won（*3*）Chu KissMe!" de Haruka Tomatsu, Yuka Iguchi, Yuka Aisaka, Hiromi Igarashi, Mai Fuchigami y Megumi Toda. El tema de cierre es "Kiss (and) Love" de Haruka Tomatsu y Yuka Iguchi. El tema de cierre para el episodio ocho es "Sakura Sweet Kiss" ( 桜Sweet Kiss ? ) de Sake Fujita, Momo Asakura y Yurika Endo. La serie está licenciada en Norteamérica por Sentai Filmworks.